# 2030.
◄ | 20. stoljeće | 21. stoljeće | 22. stoljeće | ►
◄ | 2000-ih | 2010-ih | 2020-ih | 2030-ih | 2040-ih | 2050-ih | 2060-ih | ►
◄◄ | ◄ | 2027. | 2028. | 2029. | 2030. | 2031. | 2032. | 2033. | ► | ►►
Astronautika • Astronomija • Politika • Promet • Šport • Željeznički promet

## Događaji
- 8. lipnja - 21. srpnja - Svjetsko prventstvo u nogometu - Maroko, Portugal i Španjolska 2030.